# Liste des chapitres de To Love
Cet article est un complément de l’article sur le manga To Love-ru. Il contient la liste des volumes du manga parus en presse du tome 1 au tome 18, ainsi que ceux de sa suite To Love Darkness.

## To Love
| no | Japonais        | Japonais          | Français          | Français          |
| no | Date de sortie  | ISBN              | Date de sortie    | ISBN              |
| --- | --------------- | ----------------- | ----------------- | ----------------- |
| 1 | 2 novembre 2006 | 978-4-08-874278-6 | 22 octobre 2008   | 978-2-7595-0154-0 |
| La fille tombée du ciel Personnage en couverture : LalaListe des chapitres : - Trouble 01 : La fille tombée du ciel - Trouble 02 : La fuite de l'amour - Trouble 03 : Le messager de la galaxie - Trouble 04 : Souvenir d'après les cours - Trouble 05 : Tentative d'approche - Trouble 06 : Une jeune fille traquée - Trouble 07 : L'envahisseur de l'espace |                 |                   |                   |                   |
| Un soir, Lala se téléporte dans la baignoire de Rito Yuki, un adolescent "tout à fait normal". Lala est une "alien", princesse de Deviluke, et Rito va l'aider à fuir les hommes qui veulent la rattraper. Le lendemain, sur le chemin du lycée, il croise Haruna Sairenji, la fille dont il est amoureux. Ii déclare sa flamme mais Lala arrive (par les airs...) entre les deux et croit que c'est pour elle. Elle va se servir de ce prétexte pour ne pas revenir sur sa planète natale. Cependant, lorsque Zastin et Rito vont se battre, Rito va révéler ce qu'il a sur le cœur, c'est-à-dire qu'il en a marre qu'on force les gens à des choses dont ils n'ont pas envie. Touchée, Lala tombe véritablement amoureux de lui en croyant qu'il pensait l'inverse de ce qu'il a dit. Lala s'inscrit ensuite dans le même lycée que Rito, et un jour un alien métamorphe qui veut devenir roi de l'univers en se mariant avec Lala arrive et enlève Haruna. Il propose un échange entre Haruna, qui est secrètement amoureuse de Rito, et Lala, qu'il veut épouser. |                 |                   |                   |                   |
| 2 | 2 février 2007  | 978-4-08-874322-6 | 17 décembre 2008  | 978-2-7595-0155-7 |
| Voyage mouvementé et bains de vapeur Personnage en couverture : HarunaListe des chapitres : - Trouble 08 : Véritable apparence - Trouble 09 : Shopping Panic - Trouble 10 : Encore une déclaration ? - Trouble 11 : L'atelier se change en champ de bataille - Trouble 12 : Le paparazzi de l'été - Trouble 13 : Le tourbillon du désir - Trouble 14 : Crétin de typhon ! - Trouble 15 : Voyage mouvementé et bains de vapeur - Trouble 16 : Mon destin dépend de l'épreuve de courage ! |                 |                   |                   |                   |
| Finalement l'alien était pacifique et il sera vaincu juste en se cognant la tête, Lala, Haruna et Rito deviennent un très bon trio d'amis. Mikan et Rito vont habituer Lala à la vie terrienne, et rencontreront Haruna dans un magasin féminin, cette dernière pense, comme tout le monde, que Rito et Lala sont fiancés, le quiproquo est donc en place, Rito est amoureux de Haruna mais officiellement le fiancé de Lala, Haruna est l'ami de Rito et de Lala, Lala est l'ami d'Haruna mais amoureuse de Rito. Un voyeur (moriyama) va prendre des photos des filles pendant qu'elles se changent pour aller à la piscine, mais une invention loupé de Lala va permettre de le trouver. La classe de Rito va en voyage scolaire pour la fin d'année, là-bas ils commencent par un jeu de chemin hanté, on y apprend que Haruna a une peur bleue des fantômes. Rito va donc faire le chemin, d'abord avec Lala, avant de la perdre, de retrouver Haruna puis retrouver Lala. |                 |                   |                   |                   |
| 3 | 4 avril 2007    | 978-4-08-874345-5 | 25 février 2009   | 978-2-7595-0156-4 |
| Intrusion dans le jardin secret ! Personnage en couverture : MikanListe des chapitres : - Trouble 17 : Histoire d'amour à la plage - Trouble 18 : Intrusion dans le jardin secret ! - Trouble 19 : Celui que j'aime - Trouble 20 : Le nouvel élève sème la panique - Trouble 21 : Flagrant délit - Trouble 22 : Rito VS Ren - Trouble 23 : Razzia sur les lèvres de Lala - Trouble 24 : Les animaux sont à la mode ! - Trouble 25 : La tentation de la reine |                 |                   |                   |                   |
| Alors que la classes de Rito est à la plage, une mystérieuse forme surgit de l'eau et vole les maillot de bains des filles. Lala et Rito vont chercher le coupable et découvrir qu'il s'agit d'un dauphin qui voulait attirer l'attention sur lui pour qu'on vienne aider sa mère qui était coincé dans une baie. Le dernier soir du séjour, les garçons vont chercher à aller voir les filles, mais surpris par un surveillant, Rito fonce dans la chambre de Haruna, Lala, Risa et Mio; les trois dernières étant absente, Rito se retrouve seul avec Haruna, quand les 3 filles reviennent, Haruna cache Rito sous sa couette. Finalement lorsque les filles sortent de la chambre Rito arrive à s'en aller. Quelques jours plus tard, un nouvel élève arrive dans la classe de Rito, il s'agit de Ren, qui veut dépasser Rito afin de séduire Lala. À la suite d'un quiproquo, Rito croit que Ren veut en réalité séduire toutes les filles (y compris Haruna), un défi va alors se lancer entre les deux jeunes hommes où le gagnant serra le premier à embrasser Lala. À la fin, à la suite d'une chute, ce sont les deux rivaux qui s'embrassent (accidentellement). Pour le festival du lycée, la classe de Rito va organiser un animal café où les filles seront habillées en costumes très sexy, cependant Saki, elle, va se servir de cette occasion pour tenter de ridiculiser Lala qui est devenue plus populaire qu'elle. |                 |                   |                   |                   |
| 4 | 4 juin 2007     | 978-4-08-874370-7 | 22 avril 2009     | 978-2-7595-0157-1 |
| Je voudrais le connaître Personnage en couverture : SakiListe des chapitres : - Trouble 26 : Déboires à la fête du lycée - Trouble 27 : La journée interminable de Rito - Trouble 28 : Terribles inventions - Trouble 29 : Small Adventure - Trouble 30 : Les filles doivent être gracieuses - Trouble 31 : Ne te fâche pas ! - Trouble 32 : Je voudrais le connaître - Trouble 33 : Attrapez les cadeaux ! - Trouble 34 : Heavy Christmas |                 |                   |                   |                   |
| Pour l'animal café, toutes les filles de la classe de Rito se sont déguisées en animaux mais de manière très sexy, pour humilier Lala, Saki intervient en tenue de bondage et la défie pour savoir laquelle est la plus sexy, refusant que Lala perdre, Peke prend l'apparence d'une très fine tenue qui couvre tout juste les parties importantes et qui a la forme d'un gâteau, ainsi Lala gagne facilement. Pour l'anniversaire de Rito, Lala et Haruna offrent deux cadeaux qui se combinent bien, un arrosoir pour Haruna et une gigantesque plante mutante extra-terrestre pour Lala. À la suite d'une invention défectueuse de Lala, Rito rétrécit et finit par mesurer à peine 5 cm, il va devoir survire toute une après-midi au danger du monde quand on est minuscule, avant de pouvoir reprendre d'un seul coup sa taille habituelle …mais sous la jupe de Haruna, cela lui donne le droit à une nouvelle claque. À cause de son voyage dans la galaxie pour trouver le cadeau d'anniversaire de Rito, Lala est tombé malade, pendant une journée elle va se comporter de manière très timide ce qui charmera Rito mais l'inquiètera en même temps, heureusement Mikado trouvera un remède. En ayant marre de toutes les inventions stupide de Lala, Rito s'énerve contre elle qui fugue, elle se réfugie chez Haruna qui lui apprendra plein de chose sur Rito, finalement elle rentrera chez les Yuki où elle trouvera Rito épuisé à force d'avoir cherché Lala toute la nuit. Plus tard, Saki organise une soirée pour Noël où le but est de chercher les cadeaux de ceux qui ont été invités qui sont cachés dans la maison, pour humilier Lala, Saki va l'attaquer mais lors du combat la maison va exploser, l'histoire se finit lorsque Rito ouvre le cadeau de Lala, celle-ci celui d'Haruna et cette dernière celui de Rito. |                 |                   |                   |                   |
| 5 | 3 août 2007     | 978-4-08-874405-6 | 17 juin 2009      | 978-2-7595-0158-8 |
| Ombre Dorée Personnage en couverture : Ombre DoréeListe des chapitres : - Trouble 35 : Ombre Dorée - Trouble 36 : La puissance de l'Ombre - Trouble 37 : La princesse contre la tueuse à gages - Trouble 38 : L'Ombre se dissipe ? - Trouble 39 : Métamorphoses sur glace - Trouble 40 : Atroce Saint Valentin - Trouble 41 : Panique chocolatée - Trouble 42 : Déclaration - Trouble 43 : Wonderful Life |                 |                   |                   |                   |
| En se baladant en ville, Rito rencontre une jeune fille mystérieuse qui a le pouvoir de transformer son corps en diverse armes blanches et qui va l'attaquer, c'est un réalité l'Ombre dorée, une tueuse à gage qui a été engagée par un prétendant de Lala, en voulant protéger Rito, Zastin se fait battre, puis Lala intervient, lors du combat, se rendant compte que son employeur était profondément mauvais, l'Ombre doré change de cape et elle s'allie avec Lala pour vaincre ce dernier, finalement Ombre décide de rester sur Terre pour respecter son contrat et affronter Rito, mais plus tard. Pour la Saint-Valentin, Lala a préparé des chocolats spéciaux qui rendent automatiquement amoureux ceux qui en mangent, elle en donne à toute la classe, sauf Rito qui en refuse, devant cet amour faussé et très physique, pour protéger Haruna d'un groupe de garçons, Rito l'amène dans une remise de sport mais celle-ci succombe au charme du chocolat et déclare sa flamme à Rito, sachant que le chocolat y est pour quelque chose (même si Haruna est bel et bien amoureuse de lui), il décide de partir, en réalité c'est Mikado, l'infirmière qui avait tout manigancé, pensant que seuls Lala et Rito mangeraient du chocolat, heureusement les effets ne durent pas et tout le monde redevient rapidement normal, mais avant cela, Haruna donne quand même ses chocolats à Rito. Alors qu'il joue au foot au lycée, Rito tire par mégarde sur une jeune fille inconnue qu'il assomme, il l'amène à l'infirmerie et celle-ci lui déclare son amour et veut l'embrasser, alors qu'il ne comprend pas, Lala rentre et l'inconnue éternue, il s'agit en réalité de Ren qui, lorsqu'il éternue, se transforme en Run, après cela, Rito se disant qu'il serait plus simple d'être un chien, voit son "vœu" exaucé par Lala qui met son esprit dans le corps d'un chien, et l'esprit du dit chien dans le corps de Rito, cependant le Chien s'en va avec le corps de Rito et Rito-chien va devoir fuir les problèmes pour finalement se retrouver chez Haruna. |                 |                   |                   |                   |
| 6 | 4 octobre 2007  | 978-4-08-874428-5 | 19 août 2009      | 978-2-7595-0159-5 |
| Repartir à zéro Personnage en couverture : RunListe des chapitres : - Trouble 44 : Wonderful Life 2 - Trouble 45 : La consultation d'Ombre - Trouble 46 : Palpitant anniversaire - Trouble 47 : Un petit gars bien turbulent - Trouble 48 : Décision - Trouble 49 : Repartir à zéro - Trouble 50 : La pire classe au monde - Trouble 51 : Alléchant programme - Trouble 52 : Le plus grand tombeur que la Terre ait porté |                 |                   |                   |                   |
| Une fois chez Haruna, Rito va devoir retenir ses envies de voyeurisme, n'y pouvant plus, il part à la recherche de Lala, qui le retransforme aussi sec en humain. Après ses aventures, il va rencontrer l'Ombre Doré à la bibliothèque, bien que celle-ci cherche à l'attaquer, vu qu'elle est malade elle n'arrive pas à le battre et Rito l'amène voir Mikado, Ombre est surprise de rencontrer pour la première fois de sa vie quelqu'un d'aussi gentil. Lors de la fête de l'anniversaire d'Haruna, la bande d'amis fait un twister qui tourne mal lorsque Rito met sa main sur la queue de Lala, celle-ci, par erreur, révèle alors à tous ses amis la vérité sur ses origines extra-terrestre, heureusement personne n'est surpris, mais quelques jours plus tard, un étrange gamin très fort et pervers fait irruption dans le lycée de Rito, il est en fait le père de Lala et ordonne à Rito de se marier avec sa fille, mais à l'étonnement de tous, celle-ci refuse car elle sait que Rito ne l'aime pas vraiment, elle force donc son père à partir et lui promet qu'elle va faire tout son possible pour que Rito tombe amoureux d'elle. Une nouvelle année scolaire commence, et Rito doute de plus en plus de ses sentiments envers Lala, mais qui dit nouvelle année dit nouveau délégué, Lala se présente mais face à elle se trouve Yui Kotagawa, une magnifique jeune fille éprise du règlement qui est choquée par l'attitude de la bande de Lala (téléportation, nudisme, cris bizarres, voyeurisme, transformation Ren/Run), finalement bien qu'elle ne se soit pas présentée c'est Haruna qui est élue. Après cela, un ancien ami de Rito va le voir et lui demande de l'aider à déclarer sa flamme à … Haruna. |                 |                   |                   |                   |
| 7 | 4 janvier 2008  | 978-4-08-874469-8 | 21 octobre 2009   | 978-2-7595-0298-1 |
| Haruna est amoureuse ? Personnage en couverture : YuiListe des chapitres : - Trouble 53 : Haruna est amoureuse ? - Trouble 54 : Bienvenue chez les Yuki ! - Trouble 55 : Infiltration dans les anciens locaux - Trouble 56 : La terreur se rapproche - Trouble 57 : Les habitants des anciens locaux - Trouble 58 : Un dénouement inattendu - Trouble 59 : La reine en pâmoison - Trouble 60 : Quelle galère ! - Trouble 61 : Ombrichette à la mode |                 |                   |                   |                   |
| Heureusement pour Rito, son ami amoureux de Haruna change d'avis et désormais il est à fond sur Yui mais cela n'empêche pas Haruna de se demander si elle peut déclarer son amour à Rito ou pas. La petite bande d'amis va dans une maison abandonnée à côté de l'école qui est réputée comme étant hantée, là-bas ils y retrouvent l'Ombre Dorée et Yui, la bande se fait diviser en deux, au rez-de-chaussée, il y a Myo et Riza qui s'amuse à peloter l'Ombre Dorée après qu'elle a détruit des objets volants, et en bas il y a Yui, Lala, Haruna et Rito, Haruna en profite pour rappeler à tout le monde sa phobie des fantômes. Finalement il s'agit d'aliens qui ont été chassés de chez eux, Haruna va arriver à tous les vaincre en prenant Rito comme arme, à ce moment-là apparait Shizune, la fantôme, qui remercie la bande de Lala pour lui avoir permis de rendre son habitation un peu plus tranquille. Quelque temps plus tard, Saki dévoile son amour pour Zastin, lorsqu'elle apprend qu'il est le garde du corps de Lala, elle en veut encore davantage à Lala. À la suite d'une rencontre avec la mère de Rito qui est une très grande styliste, la bande d'amis décide de relooker Ombre-chan, celle-ci à beau accepter, lorsqu'elle se bat elle déchire ses vêtements, finalement elle remet sa vieille tenue de combat et rappelle à Rito qu'elle a horreur des pervers. |                 |                   |                   |                   |
| 8 | 4 mars 2008     | 978-4-08-874488-9 | 16 décembre 2009  | 978-2-7595-0299-8 |
| L'île de la survie Personnage en couverture : MikadoListe des chapitres : - Trouble 62 : En couple à la fête estivale - Trouble 63 : Parfum de vengeance... - Trouble 64 : Haruna est bizarre - Trouble 65 : Comment récupérer son propre corps ? - Trouble 66 : Nage, petit dauphin ! - Trouble 67 : Le shabitants de la forêt mystérieuse - Trouble 68 : L'île de la survie - Trouble 69 : Voyageurs égarés - Trouble 70 : Le précepteur du soir |                 |                   |                   |                   |
| La fête estival commence assez bien car il se retrouve bousculé par une foule, et il s'est retrouvé dispersé de ses amis… Mais quand il sort enfin de la foule il se retrouve face à Haruna… Il essaye de l'impressionner tant bien que mal aux stands de jeux… Les jours passent normalement, sauf qu'un jour Haruna est possédée par Oshizu ?! Comment faire pour sortir de ce pétrin ?? Lala invite toute sa bande dans son labo pour les emmener tous à la plage !! Mais comme les inventions de Lala sont toujours ratées, ils ont réussi à se téléporter mais sur…une autre planète et mais le Boing Boing Warp-kun Deluxe n'est pas parti avec eux !! C'est parti pour une épreuve de survie ! |                 |                   |                   |                   |
| 9 | 2 mai 2008      | 978-4-08-874514-5 | 17 février 2010   | 978-2-7595-0300-1 |
| Une nuit pas comme les autres Personnages en couverture : Rin, AyaListe des chapitres : - Trouble 71 : L'ennemie de mon ennemie est mon amie ? - Trouble 72 : La fille la plus puissante de l'univers - Trouble 73 : Bonne ou mauvaise humeur ? - Trouble 74 : Des points en moins - Trouble 75 : Etrange relation - Trouble 76 : Soirée pyjama - Trouble 77 : Une nuit pas comme les autres - Trouble 78 : Danger - Trouble 79 : Un choix |                 |                   |                   |                   |
| Haruna se demande de plus en plus ce qu'il y a entre Lala et Rito…C'est alors que Rito l'invite à une soirée sukiyaki organisé par Lala chez lui. Comme il est tard, Haruna et les autres invitées décident de dormir sur place. Et que va-t-il se passer se soir-là, dans la salle de bain ? Plus tard, dans la nuit, Rito et Haruna se retrouvent tous les 2 dans une pièce étroite, à l'abri des regards… |                 |                   |                   |                   |
| 10 | 4 août 2008     | 978-4-08-874543-5 | 28 avril 2010     | 978-2-7595-0301-8 |
| Bataille aux bains publics Personnages en couverture : Lala, HarunaListe des chapitres : - Trouble 80 : La championne de l'amour - Trouble 81 : La reine amoureuse ?! - Trouble 82 : Transformation - Trouble 83 : Amour + Sport = ?! - Trouble 84 : Dans les coulisses de la fête du sport... - Trouble 85 : À quoi on joue ? - Trouble 86 : Ma petit sœur... - Trouble 87 : Bataille aux bains publics - Trouble 88 : Bataille aux bains publics, 2e partie - Hors-série : Magical Kyoko Flame ! La fillette ardente |                 |                   |                   |                   |
| Lala aimerait que Rito s'intéresse un peu plus à elle, mais elle est encore novice en amour…C'est alors que Risa et Mio lui prêtent un guide pour séduire les hommes. Mais tout ne se passe pas exactement comme prévu ! De son côté, Saki aura peut-être enfin l'occasion d'avouer ses sentiments à l'homme de ses rêves…ou peut-être pas…Pendant la fête du sport, Rito et Haruna vont se retrouver seulstous les 2 à l'infirmerie. Haruna saura-t-elle saisir cette chance? Et la sérieuse Yui, aurait-elle besoin d'un garçon qui prenne soin d'elle ? |                 |                   |                   |                   |
| 11 | 3 octobre 2008  | 978-4-08-874567-1 | 16 mai 2010       | 978-2-7595-0302-5 |
| Trouble Quest Personnages en couverture : Oshizu (fantôme et humaine)Liste des chapitres : - Trouble 89 : Une élève ressuscitée - Trouble 90 : Toujours prêtes à rendre service - Trouble 91 : La franchise des sentiments - Trouble 92 : Une visite inattendue - Trouble 93 : Trouble Quest 1 - Trouble 94 : Trouble Quest 2 - Trouble 95 : Trouble Quest 3 - Trouble 96 : Trouble Quest 4 - Trouble 97 : Trouble Quest 5 - Hors-série : Bath, Love & Big Trouble |                 |                   |                   |                   |
| Oshizu, le fantôme de l'ancien lycée arrive au lycée de Rito pour vivre une 2e vie auprès de ses amis. Le docteur Mikado lui à fabriquer un bioroide (robot composé de matières organiques). Ensuite, à la réception d'une mystérieuse invitation, Rito et toute sa bande se retrouvent catapultés dans un monde conçu sur le principe d'un RPG. Tous soupçonnent Lala d'être derrière cette étrange farce, mais le fait qu'elle soit introuvable remet en cause cette hypothèse. C'est alors qu'une petite sorcière bien connue (Magical Kyoko) vient faire des propositions indécentes à Rito. Rito ce vera aussi plus franche sur ses sentiments pour Lala. |                 |                   |                   |                   |
| 12 | 5 janvier 2009  | 978-4-08-874618-0 | 31 août 2010      | 978-2-7595-0303-2 |
| Un garçon efféminé Personnages en couverture : Saki, Riko (Rito en fille)Liste des chapitres : - Trouble 98 : Les sœurs de Lala - Trouble 99 : Dans quelles proportions occupe-t-elle mon cœur ? - Trouble 100 : Double trouble - Trouble 101 : Un garçon efféminé - Trouble 102 : Changement de sexe ! - Trouble 103 : La star montante - Trouble 104 : Frère et sœur - Trouble 105 : Wonderful love - Trouble 106 : Ma chère Cendrillon - Hors-série : Une journée avec Marron |                 |                   |                   |                   |
| Depuis qu'il a fait sa demi-déclaration à Lala, Rito regrette ses paroles car il a peur d'avoir heurté les sentiments non seulement de Lala, mais aussi d'Haruna…Pour ajouter à ses malheurs, une nouvelle invention de Lala va modifier son équilibre hormonal! Mais qui est donc cette jolie jeune fille qui ressemble étrangement a Rito? |                 |                   |                   |                   |
| 13 | 3 avril 2009    | 978-4-08-874652-4 | 27 octobre 2010   | 978-2-7595-0304-9 |
| Un soir de festival Personnages en couverture : Nana, MomoListe des chapitres : - Trouble 107 : Tic Tac, Tic Tac, le son de l'amour ♡ - Trouble 108 : Twins escape - Trouble 109 : À travers mes lunettes... - Trouble 110 : Un soir de festival - Trouble 111 : Sous le feu d'artifice - Trouble 112 : La fête continue... - Trouble 113 : Beach girls ♡ - Trouble 114 : Pastèque panique - Trouble 115 : Exercise elegy - Hors-série : La légende de l'incorrigible directeur |                 |                   |                   |                   |
| Dans ce volume, les deux sœurs de Lala: Momo et Nana arrivent sur Terre et décident d'y rester quelle que temps (pour échapper à leur devoir de princesses). Après, Rito va se retrouver affublé d'une paire de lunettes d'invisibilité fabriquées par Lala, va voir son feu d'artifice gâché alors qu'il était si content de se promener avec Haruna et Lala en kimono, et va devoir combattre une pastèque géante extraterrestre de Momo, alors qu'il voulait profiter tranquillement de sa journée à la plage avec : Lala, Haruna, Momo, Nana, Yui, Risa, Mio, Mikan, Ombre dorée, Oshizu, Saruyama, Saki, Aya, Rin et Ren (Run). |                 |                   |                   |                   |
| 14 | 4 juin 2009     | 978-4-08-874676-0 | 1er décembre 2010 | 978-2-7595-0305-6 |
| Amies plus que rivales Personnages en couverture : Mikan, Ombre DoréeListe des chapitres : - Trouble 116 : Dandy man dog - Trouble 117 : Prévisions amoureuses - Trouble 118 : Le pouvoir de l'amour - Trouble 119 : Un pas vers l'amour - Trouble 120 : Le remède miracle ♡ - Trouble 121 : La fuite continue - Trouble 122 : Amies plus que rivales ♡ - Trouble 123 : Jalousie - Trouble 124 : En route pour l'espace - Hors-série : Encore du chocolat ♡ |                 |                   |                   |                   |
| 15 | 1er août 2009   | 978-4-08-874676-0 | 16 février 2011   | 978-2-7595-0306-3 |
| Princesse pétales Personnages en couverture : Yui, CelineListe des chapitres : - Trouble 125 : La planète Mistoa - Trouble 126 : Dans le brouillard - Trouble 127 : Symptômes - Trouble 128 : Princesse pétales - Trouble 129 : Pollinisation - Trouble 130 : Pour qui sonne le glas - Trouble 131 : La reine se rebiffe - Trouble 132 : La reine rentre au bercail - Trouble 133 : Frissons au nouvel an |                 |                   |                   |                   |
| 16 | 4 novembre 2009 | 978-4-08-874736-1 | 27 avril 2011     | 978-2-7595-0386-5 |
| Un garçon, des chocolats... et moi Personnages en couverture : Kyoko, RunListe des chapitres : - Trouble 134 : Un jeu de l'oie forcé - Trouble 135 : Tragédie ! La fuite de l'amour... - Trouble 136 : Un garçon, des chocolats... et moi - Trouble 137 : La saveur sucrée du chocolat - Trouble 138 : Beau temps pour une rencontre - Trouble 139 : Transfo d'humeur - Trouble 140 : Prémices du printemps - Trouble 141 : Qu'est ce que l'amour ? - Trouble 142 : Courant d'air ♪ |                 |                   |                   |                   |
| 17 | 4 février 2010  | 978-4-08-874765-1 | 8 juin 2011       | 978-2-7595-0387-2 |
| Les sentiments féminins Personnages en couverture : Oshizu, Risa, MioListe des chapitres : - Trouble 143 : Hand and tail - Trouble 144 : Ghost versus - Trouble 145 : À travers tes yeux - Trouble 146 : À deux dans la pénombre - Trouble 147 : Les sentiments féminins - Trouble 148 : Silent island - Trouble 149 : Le chat déterminé - Trouble 150 : Le chat sourit - Trouble 151 : Mes amis - Trouble 152 : Ritostyle |                 |                   |                   |                   |
| 18 | 2 avril 2010    | 978-4-08-870022-9 | 24 août 2011      | 978-2-7595-0702-3 |
| Je les aime toutes ! Personnages en couverture : Lala, Haruna, Yui, Mikan, Nana, Momo, Ombre Dorée, Run, Celine, Rito, MarronListe des chapitres : - Trouble 153 : Le fauteur de troubles ? - Trouble 154 : L'idole amoureuse - Trouble 155 : SMS palpitants - Trouble 156 : Grossissez, je le veux ! ♪ - Trouble 157 : À l'ouest, du nouveau - Trouble 158 : Amour hypocrite ? - Trouble 159 : Souvenir estival - Trouble 160 : Tes sentiments... Tes émotions... - Trouble 161 : Ma préférée - Trouble 162 : Je les aime toutes ♡ |                 |                   |                   |                   |

## To Love Darkness
| no | Japonais         | Japonais          | Français         | Français          |
| no | Date de sortie   | ISBN              | Date de sortie   | ISBN              |
| --- | ---------------- | ----------------- | ---------------- | ----------------- |
| 1 | 4 mars 2011      | 978-4-08-870205-6 | 14 mars 2012     | 978-2-7595-0703-0 |
| Personnage en couverture : Ombre Dorée, Momo Personnage sur la tranche : MomoListe des chapitres : - Chapitre 0 : Prologue ~ Lancement de l'opération ~ - Chapitre 1 : Continue ~ La suite ~ - Chapitre 2 : Doubt and Dish ~ Cuisine et méfiance ~ - Chapitre 3 : Each Speculation ~ Leurs intentions ~ - Chapitre 4 : Exciting Squall ~ Soudaine agitation ~ |                  |                   |                  |                   |
| 2 | 4 juillet 2011   | 978-4-08-870264-3 | 2 mai 2012       | 978-2-7595-0786-3 |
| Personnage en couverture : Méa, Momo, Nana, Marron Personnage sur la tranche : Ombre DoréeListe des chapitres : - Chapitre 5 : Unersiness ~ Calme et inquiétude ~ - Chapitre 6 : True Smile ~ Mon passé, mon amie, mon sourire ~ - Chapitre 7 : Worry ~ Ce qui nous lie ~ - Chapitre 8 : A man ? Woman ? ~ Ces gens qui changent ~ - Hors-série : Pollen Plan ~ La petite sœur scandaleuse ~                                                                                                   |                  |                   |                  |                   |
| 3 | 4 novembre 2011  | 978-4-08-870341-1 | 20 juin 2012     | 978-2-7595-0787-0 |
| Personnage en couverture : Yui, Lala, Run Personnage sur la tranche : YuiListe des chapitres : - Chapitre 9 : Métamorphose ~ Les temps changent... ~ - Chapitre 10 : Sisters ~ Lala, l'invention qui rend les gens heureux ~ - Chapitre 11 : True Self ~ Le vrai visage dans les ténèbres ~ - Chapitre 12 : Bad Mood ~ Les liens du bonheur ~ - Hors-série : First Love ~ Et si c'était mon premier amour ? ~                                                                                  |                  |                   |                  |                   |
| 4 | 2 mars 2012      | 978-4-08-870394-7 | 29 août 2012     | 978-2-7595-0788-7 |
| Personnage en couverture : Ombre Dorée, Tiaye Lunatic Personnage sur la tranche : Tiaye LunaticListe des chapitres : - Chapitre 13 : Adhésion ~ Ne me lâche pas, ne me laisse pas ~ - Chapitre 14 : Past ~ Lointains souvenirs ~ - Chapitre 15 : Refrain ~ Chaleur ~ - Chapitre 16 : The Right Thing ~ Qu'est-ce que le destin ? ~ - Hors-série : Body Touch ? ~ Une vie de chat ~ - Hors-série : Room ~ Les sentiments d'une jeune fille ~                                                    |                  |                   |                  |                   |
| 5 | 17 août 2012     | 978-4-08-870487-6 | 21 novembre 2012 | 978-2-7595-0909-6 |
| Personnage en couverture : Méa, Nana Personnage sur la tranche : NanaListe des chapitres : - Chapitre 17 : Trigger ~ Quand l'amour devient passion ~ - Chapitre 18 : Exchange ~ Lui et elle ~ - Chapitre 19 : Nostalgia ~ Là-bas, en ce temps-là ~ - Chapitre 20 : Uneasy ~ Les tourments du cœur ~ - Hors-série : Flower ~ Un sentiment bourgeonnant ~ - Hors-série : The Changing Heart ~ Sentiments sincères ~                                                                              |                  |                   |                  |                   |
| 6 | 19 décembre 2012 | 978-4-08-870559-0 | 26 juin 2013     | 978-2-7595-0909-6 |
| Personnage en couverture : Mikan, Momo Personnage sur la tranche : MikanListe des chapitres : - Chapitre 21 : Rain ~ Si seulement tout pouvait redevenir comme avant ~ - Chapitre 22 : After a storm comes a clam ~ Amies ~ - Chapitre 23 : Summer festival ~ Début de la fête ~ - Chapitre 24 : The door of fate ~ À partir de maintenant ~ - Hors-série : Anxious (1) ~ Tu es sûre que ça va ? ~ - Hors-série : Anxious (2) ~ Une jeune fille tourmentée et son grand frère ~                |                  |                   |                  |                   |
| 7 | 4 avril 2013     | 978-4-08-870654-2 | 4 septembre 2013 | 978-2-7595-1044-3 |
| Personnage en couverture : Kyoko, Haruna, Rito (souris), Méa Personnage sur la tranche : MéaListe des chapitres : - Chapitre 25 : New Move ~ Qui se ressemble s'assemble ? ~ - Chapitre 26 : Unconsciously ~ J'ai la tête qui tourne et mon cœur bat très fort ~ - Chapitre 27 : Adventure ~ L'étrange aventure de Rito la gerbille ~ - Hors-série : La fillette ardente MagicalKyoko Flame - Chapitre 28: Infiltration ~ Kyoko ! Tu viens ? ~ - Hors-série : It feels ~ Tenez bon, madame ! ~ |                  |                   |                  |                   |
| 8 | 19 août 2013     | 978-4-08-908186-0 | 14 mai 2014      | 978-2-7560-5551-0 |
| Personnage en couverture : Némésis, Momo, Rito Personnage sur la tranche : NémésisListe des chapitres : - Chapitre 29 : Manservant ~ On se l'arrache ~ - Chapitre 30: Resistance ~ Je le sais bien... ~ - Chapitre 31: Cleaning ~ Avec élégance et en beauté ♪ ~ - Chapitre 32: Danger ~ Attention ! ~ - Hors-série : Adhesion ~ Il ne fait pas ça méchamment ~ - Hors-série : Mobile phone ~ Quand j'entends sa voix... ~                                                                     |                  |                   |                  |                   |
| 9 | 4 décembre 2013  | 978-4-08-870865-2 | 2 juillet 2014   | 978-2-7560-5552-7 |
| Personnage en couverture : Oshizu, Mikado Personnage sur la tranche : OshizuListe des chapitres : - Chapitre 33 : Appreciation ~ La progression des sentiments ~ - Chapitre 34: When Talking ~ Des sœurs amoureuses ~ - Chapitre 35 : Kiss ~ Après un baiser ~ - Chapitre 36 : Real intention ~ Les tourments des jeunes filles ~ - Hors-série : Suddenly ~ Imagination et réalité ~ - Hors-série : Ghost story ~ Vous reprendrez bien un peu de frissons ? ~ - Petits Strips Bonus            |                  |                   |                  |                   |
| 10 | 4 avril 2014     | 978-4-08-880051-6 | 15 octobre 2014  | 978-2-7560-6188-7 |
| Personnage en couverture : Ombre Dorée, Rito Personnage sur la tranche : Ombre DoréeListe des chapitres : - Chapitre 37 : True character ~ Identité révélée ~ - Chapitre 38 : Clinic ~ Manque de sincérité ~ - Chapitre 39 : The beginning of darkness ~ Quand soudain... ~ - Chapitre 40 : Release of darkness ~ Libération ~ - Hors-série : Moonlight ~ L'ange de la lune ~ - Hors-série : Photography ~ Allez, bouge ton corps ! ~                                                          |                  |                   |                  |                   |
| 11 | 4 août 2014      | 978-4-08-880160-5 | 11 mars 2015     | 978-2-7560-6660-8 |
| Personnage en couverture : Ombre Dorée, Lala Personnage sur la tranche : LalaListe des chapitres : - Chapitre 41 : Prediction is impossible ~ Ombre se déchaîne ~ - Chapitre 42 : Escape ~ Confiance ~ - Chapitre 43 : Who is a fiancée ? ~ Lala vs Ombre ~ - Chapitre 44 : Power and power ~ Protéger et être protégé ~ - Hors-série : Technique ~ La porte d'une jeune fille ~ - Hors-série : Holiday ~ Es-tu un cordon bleu ? ~                                                             |                  |                   |                  |                   |
| 12 | 4 décembre 2014  | 978-4-08-880231-2 | 1er juillet 2015 | 978-2-7560-7189-3 |
| Personnage en couverture : Mikan, Rito Personnage sur la tranche : MikanListe des chapitres : - Chapitre 45 : Sister ~ Les deux armes ~ - Chapitre 46 : The end of darkness ~ Je déteste les obsédés ! ~ - Chapitre 47 : Bright future ~ Merci ~ - Chapitre 48 : Re-starting ~ Opération harem ~ - Hors-série : Adhesion Panic ~ Tu es fâchée ? ~ - Hors-série : Bath ~ L'eau est bonne ? ~ |                  |                   |                  |                   |
| 13 | 3 avril 2015     | 978-4-08-880410-1 | 2 décembre 2015  | 978-2-7560-7533-4 |
| Personnage en couverture : Sephi Michaela Deviluke, Gido Lucion Deviluke (de dos) Personnage sur la tranche : Sephi Michaela DevilukeListe des chapitres : - Chapitre 49 : Mother ~ L'ange à la beauté insoutenable ~ - Chapitre 50 : Charm ~ L'illustre figure maternelle ~ - Chapitre 51 : Smile baby ~ Le bébé de tous les tracas ~ - Chapitre 52 : Mission date ~ Rendez-vous mouvementé ~ - Chapitre 53 : Puberty ? ~ Tu pourrais être plus sincère ! ~                                   |                  |                   |                  |                   |
| 14 | 4 septembre 2015 | 978-4-08-880469-9 | 25 mai 2016      | 978-2-7560-7668-3 |
| Personnage en couverture : Haruna, Lala Personnage sur la tranche : ??? |                  |                   |                  |                   |
| 15 | 4 janvier 2016   | 978-4-08-880589-4 | 17 août 2016     | 978-2-7560-7669-0 |
| Personnage en couverture : Kyoko, Run, Rito Personnage sur la tranche : ??? |                  |                   |                  |                   |
| 16 | 4 juillet 2016   | 978-4-08-880729-4 | 30 novembre 2016 | 978-2-7560-7670-6 |
| 17 | 2 décembre 2016  | 978-4-08-880828-4 | 12 avril 2017    | 978-2-7560-9530-1 |
| 18 | 4 avril 2017     | 978-4-08-881053-9 | 29 novembre 2017 | 978-2-7560-9531-8 |

### Édition japonaise
To Love
1. 1 2  (ja) « Tome 1 »
2. 1 2  (ja) « Tome 2 »
3. 1 2  (ja) « Tome 3 »
4. 1 2  (ja) « Tome 4 »
5. 1 2  (ja) « Tome 5 »
6. 1 2  (ja) « Tome 6 »
7. 1 2  (ja) « Tome 7 »
8. 1 2  (ja) « Tome 8 »
9. 1 2  (ja) « Tome 9 »
10. 1 2  (ja) « Tome 10 »
11. 1 2  (ja) « Tome 11 »
12. 1 2  (ja) « Tome 12 »
13. 1 2  (ja) « Tome 13 »
14. 1 2  (ja) « Tome 14 »
15. 1 2  (ja) « Tome 15 »
16. 1 2  (ja) « Tome 16 »
17. 1 2  (ja) « Tome 17 »
18. 1 2  (ja) « Tome 18 »

To Love Darkness
1. 1 2  (ja) « Tome 1 »
2. 1 2  (ja) « Tome 2 »
3. 1 2  (ja) « Tome 3 »
4. 1 2  (ja) « Tome 4 »
5. 1 2  (ja) « Tome 5 »
6. 1 2  (ja) « Tome 6 »
7. 1 2  (ja) « Tome 7 »
8. 1 2  (ja) « Tome 8 »
9. 1 2  (ja) « Tome 9 »
10. 1 2  (ja) « Tome 10 »
11. 1 2  (ja) « Tome 11 »
12. 1 2  (ja) « Tome 12 »
13. 1 2  (ja) « Tome 13 »
14. 1 2  (ja) « Tome 14 »
15. 1 2  (ja) « Tome 15 »
16. 1 2  (ja) « Tome 16 »
17. 1 2  (ja) « Tome 17 »
18. 1 2  (ja) « Tome 18 »

### Édition française
To Love
1. 1 2  (fr) « Tome 1 »
2. 1 2  (fr) « Tome 2 »
3. 1 2  (fr) « Tome 3 »
4. 1 2  (fr) « Tome 4 »
5. 1 2  (fr) « Tome 5 »
6. 1 2  (fr) « Tome 6 »
7. 1 2  (fr) « Tome 7 »
8. 1 2  (fr) « Tome 8 »
9. 1 2  (fr) « Tome 9 »
10. 1 2  (fr) « Tome 10 »
11. 1 2  (fr) « Tome 11 »
12. 1 2  (fr) « Tome 12 »
13. 1 2  (fr) « Tome 13 »
14. 1 2  (fr) « Tome 14 »
15. 1 2  (fr) « Tome 15 »
16. 1 2  (fr) « Tome 16 »
17. 1 2  (fr) « Tome 17 »
18. 1 2  (fr) « Tome 18 »

To Love Darkness
1. 1 2  (fr) « Tome 1 »
2. 1 2  (fr) « Tome 2 »
3. 1 2  (fr) « Tome 3 »
4. 1 2  (fr) « Tome 4 »
5. 1 2  (fr) « Tome 5 »
6. 1 2  (fr) « Tome 6 »
7. 1 2  (fr) « Tome 7 »
8. 1 2  (fr) « Tome 8 »
9. 1 2  (fr) « Tome 9 »
10. 1 2  (fr) « Tome 10 »
11. 1 2  (fr) « Tome 11 »
12. 1 2  (fr) « Tome 12 »
13. 1 2  (fr) « Tome 13 »
14. 1 2  (fr) « Tome 14 »
15. 1 2  (fr) « Tome 15 »
16. 1 2  (fr) « Tome 16 »
17. 1 2  (fr) « Tome 17 »
18. 1 2  (fr) « Tome 18 »